# Harry Mundy
Harry Mundy (Coventry, 15 de enero de 1916 - Kenilworth, 5 de abril de 1988) fue un diseñador de motores de automoción británico, que también trabajó durante un tiempo como colaborador de una revista dedicada al mundo del motor.

## Biografía
Mundy estudió en la Escuela Rey Enrique VIII de Coventry, desde donde pasó a trabajar como aprendiz en la empresa fabricante de automóviles Alvis. En 1936 se incorporó a la compañía English Racing Automobiles (ERA) en Bourne (Lincolnshire) como delineante. Allí coincidió con Walter Hassan, quien se convirtió en su amigo para toda la vida. Más adelante, ambos trabajarían juntos en Jaguar, desarrollando sus famosos motores.
Dejó ERA en 1939 y regresó a Coventry para trabajar en la fábrica de Morris Motors.
En 1946, después de la Segunda Guerra Mundial, se trasladó a British Racing Motors (BRM) como jefe de la oficina de diseño, participando en el desarrollo del motor BRM V16 de Fórmula 1, antes de pasar de nuevo en 1950 a la fábrica de motores Coventry Climax como diseñador jefe, trabajando en el motor FWA.
Posteriormente, su carrera cambió de dirección y pasó al mundo del periodismo, convirtiéndose en editor técnico de la revista The Autocar en 1955, aunque mientras estaba allí también colaboró en el diseño del motor Lotus-Ford Twin Cam para Lotus.
Sin embargo, tras la compra de Coventry Climax por parte de Jaguar en 1963, Hassan convenció a Mundy de que volviera a la ingeniería, donde, con William Heynes, desarrollaron el motor Jaguar V12.
Harry Mundy permaneció con Jaguar hasta su jubilación en 1980, después de lo cual todavía hizo algunos trabajos de consultoría.